# Protocyon scagliorum
Protocyon scagliorum (antes Protocyon scagliarum) es una especie de cánido extinto de gran tamaño, que vivió en el centro-sur de América del Sur durante el Pleistoceno medio, en el Ensenadense tardío, hace 780.000-500.000 años aproximadamente. Junto a P. troglodytes y P. tarijensis, integra el género Protocyon.

## Taxonomía
Protocyon fue descrito por Christian Gottfried Giebel en el año 1855.

## Distribución
Sus restos fósiles se limitan a la Argentina, en el período Ensenadense tardío de la Región Pampeana.

## Hábitat y comportamiento
Protocyon scagliorum habitaban en praderas de América del Sur a finales del Pleistoceno. Los análisis paleocológicos sobre la base del estudio de índices morfométricos y variables cualitativas indican que fue un taxón de hábitos hipercarnívoros, y que perseguían activamente y capturaban mamíferos de mediano a gran porte con una masa de entre 50 y 300 kg. Deben haber depredado principalmente a los numerosos cérvidos, caballos, camélidos, y pecaríes que habitaban en esas regiones de América del Sur durante ese periodo. Tal vez también incluso capturaron a ejemplares jóvenes de especies de mayor tamaño.

## Características
Se estimaron pesos para los ejemplares adultos de Protocyon scagliorum en el orden de los 24 kg. Estudios paleocológicos de la fauna del tramo final del Lujanense relacionan la extinción de varios mamíferos con tamaños mayores a los 100 kg y la desaparición de este gran cánido hipercarnívoro.

## Relaciones filogenéticas
El análisis filogenético corroboró la inclusión Protocyon en el clado de los cánidos sudamericanos, junto con los géneros: Theriodictis y Chrysocyon.

## Especies emparentadas
Protocyon scagliorum está relacionada con las otras 2 especies que integran el género Protocyon:
- Protocyon troglodytes, la cual incluye también a Protocyon orcesi. Habitó en Brasil y Ecuador.
- Protocyon tarijensis. Habitó en el sur de Bolivia. Era una especie que había sido referida a otro género: Theriodictis: Theriodictis tarijensis.